# Celestino Cavedoni

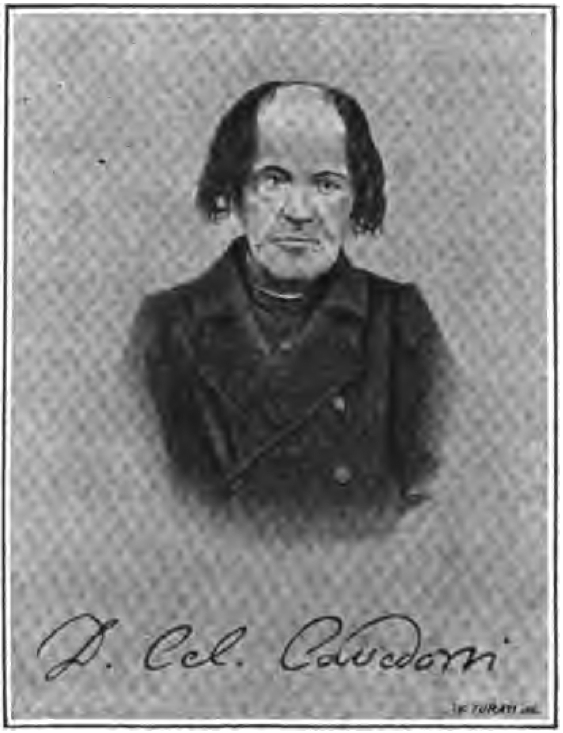
Celestino Cavedoni

Celestino Cavedoni (* 18. Mai 1795 in Levizzano-Rangone (Castelvetro di Modena) bei Modena; † 26. November 1865 in Modena) war ein italienischer Geistlicher, Archäologe und Numismatiker.

## Leben
Er besuchte das Priesterseminar und studierte 1816 bis 1821 an der Universität Bologna Archäologie und die griechische und hebräische Sprache. 1817 wurde er zum Priester geweiht. Er wurde Kustos des numismatischen Museums von Modena und erhielt 1820 eine Stelle in der Biblioteca Estense in Modena. 1830 bis 1863 bekleidete er den Vorsitz der Hermeneutik an der Universität Modena. Er bearbeitete die Sammlung des Bartolomeo Borghesi. Ab 1814 hatte er rund 820 Publikationen herausgebracht. Er war Mitglied der Accademia Etrusca, seit 1845 korrespondierendes Mitglied der Preußischen Akademie der Wissenschaften und seit 1854 auswärtiges Mitglied der Göttinger Akademie der Wissenschaften.

## Veröffentlichungen (Auswahl)
- Saggio di osservazioni sulle medaglie di famiglie romane ritrovate in tre antichi riostigli dell'agro Modenese negli anni MDCCCXII, MDCCCXV e MDCCCXXVIII. Eredi Soliani, Modena 1829, (Digitalisat).
- als Herausgeber: Francisci Carellii Nvmorvm Italiae Veteris Tabvlas CCII. Wigand, Leipzig 1850, (Digitalisat).
- Numismatica Biblica o sia dichiarazione delle monete antiche memorate nelle sante scritture. Eredi Soliani, Modena 1850, (Digitalisat; in deutscher Übersetzung: Biblische Numismatik oder Erklärung der in der heil. Schrift erwähnten alten Münzen. Aus dem Italienischen übersetzt und mit Zusätzen versehen von A. von Werlhof. 2 Bände. Hahn, Hannover 1855–1856, Digitalisat Teil 1; Digitalisat Teil 2).
- Saggio critico intorno alla critica ipercritica di Ernesto Renan, membro dell'Istituto di Francia, nella sua Vie de Iesus. dell’Immacolata Concezione u. a., Modena u. a. 1863, (Widerlegung zu Ernest Renans Das Leben Jesu. In mehreren Auflagen mit Titelvariante).